# Poliovaccin
Poliovaccins zijn vaccins die worden gebruikt om de virale infectieziekte poliomyelitis (polio) te voorkomen. Er bestaan twee types: een geïnactiveerd poliovirus toegediend via injectie (IPV) en een verzwakt poliovirus toegediend via de mond oftewel oraal (OPV). De Wereldgezondheidsorganisatie (WHO) adviseert dat alle kinderen volledig gevaccineerd worden tegen polio. De twee vaccins hebben polio al bijna uit de hele wereld geveegd en het aantal jaarlijks gemelde gevallen gereduceerd van een geschatte 350.000 in 1988 tot 33 in 2018. De WHO is momenteel bezig met het uitroeien van polio, dat in augustus 2020 werd uitgeroeid in Afrika en op dat moment alleen nog in Pakistan en Afghanistan woedde.

## Salkvaccin
Het salkvaccin is een vaccin tegen polio dat is genoemd naar zijn uitvinder Jonas Salk. Het vaccin werd door Salk in 1952 getest en op 12 april 1955 gepresenteerd. Het maakt gebruik van een dood poliovirus om immuniteit tegen polio op te wekken.
Salk heeft nooit patent aangevraagd op het vaccin. Toen hem tijdens een televisie-interview werd gevraagd wie de octrooihouder was, antwoordde hij als volgt: "Well the people, I would say. There is no patent. Could you patent the sun?" (Nederlands: "Nou, het volk, zou ik zeggen. Er is geen patent. Zou je patent kunnen aanvragen op de zon?").

## Sabinvaccin
Het Sabin-vaccin is een middel tegen polio dat levend, maar verzwakt, virus bevat en oraal toegediend wordt. Het vaccin is genoemd naar de medicus Albert Sabin, die het vaccin ontwikkelde. Vanaf 1956 is het middel wereldwijd grootschalig toegediend, waardoor deze ernstige ziekte vrijwel verdwenen is. In Nederland is in 1957 gestart met de toediening van het salkvaccin via het rijksvaccinatieprogramma bij kinderen geboren in 1950. Het Sabin-vaccin werd gereserveerd voor polio-epidemieën. In België werd gestart met het Sabin-vaccin. Het monovalente Sabin-vaccin is nu niet meer in Nederland verkrijgbaar, er wordt zo nodig alleen nog het trivalente vaccin verstrekt. Met trivalent wordt bedoeld dat het vaccin levend verzwakt poliovirus type 1, 2 en 3 bevat.
Het Sabin-vaccin heeft het voordeel dat het de verspreiding van polio tegengaat omdat de gevaccineerden het vaccin-virus gaan uitscheiden en zo niet-gevaccineerden in de omgeving blootstellen. Er is een geringe kans (1 op 500.000 bij de eerste vaccinatie) dat het verzwakte vaccinvirus terugmuteert naar het wild-type-virus dat de ziekte polio kan veroorzaken. Toen er nog veel polio in de wereld voorkwam werd dit niet als groot probleem gezien. In de huidige tijden van zeer lage aantallen poliopatiënten, zien velen dit wel als probleem.